# Бистра (басейн Дніпра)
Би́стра — річка в Білорусі в Горецькому й Дрибинському районах Могильовської області. Ліва притока річки Проні (басейн Дніпра).

## Опис
Довжина річки 46 км, похил річки 0,9 м/км, площа басейну водозбору 688 км², середньорічний стік 4,3 м³/с. Формується притоками та безіменними струмками.

## Розташування
Бере початок біля кордону з Росією за 5 км на сході від села Бистра. Тече переважно на південний захід і на північно-західній стороні від міста Дрибин впадає в річку Проню, праву притоку річки Сожу.